# Zámeček Na Křížku
Zámeček Na Křížku v Braníku je budova v historizujícím slohu (novorenesance) se zahradou ze 2. poloviny 19. století. Stojí na adrese Vlnitá 77/33 (před přejmenováním ulice Na Křížku 77/7). Objekt je od 3. května 1958 chráněnou památkou.

## Dějiny objektu

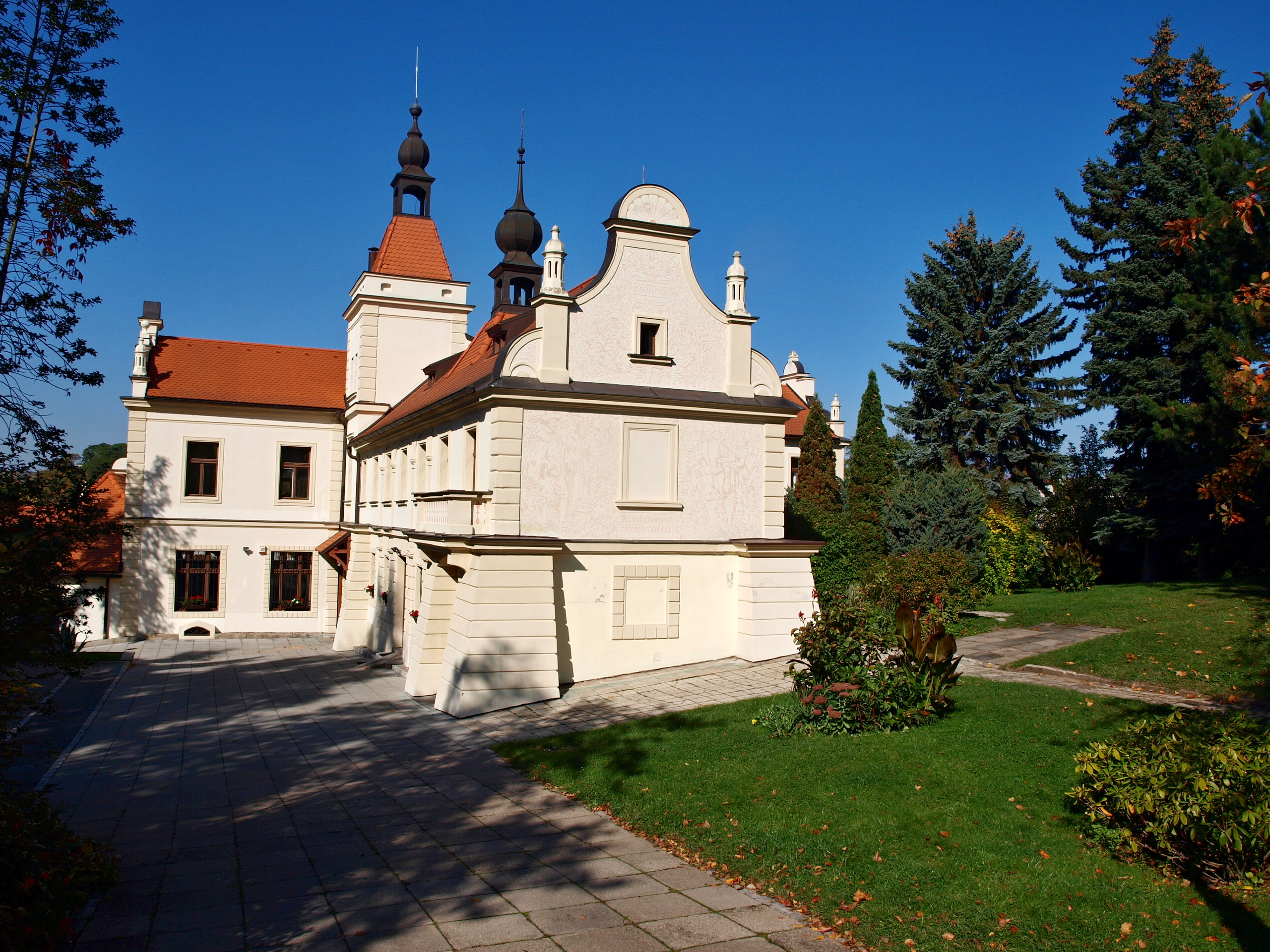
Zámeček Na Křížku v Braníku

Zámeček stojí na úpatí hory Psár, ve svahu pod sídlištěm (vilovou čtvrtí) Zelený pruh. Objekt původně sloužil jako zemědělská usedlost, což připomínají některé zachované části hospodářských budov. Budova však byla na počátku 20. století postupně přestavěna na restauraci. Ve svahu bývala vinice rady Šulce.
Po roce 2003 prošel projekt kompletní rekonstrukcí a dnes je sídlem nadnárodni společnosti Forever Living Products Czech republic, s.r.o., která je zároveň současným majitelem nemovitosti. Od roku 2020 tam sídlí společnost UNICONT Opava, s.r.o.
.

## Popis
Fasády v horních částech průčelí pokryty sgrafitovou výzdobou, jejímž autorem je Ladislav Novák, provedení bylo inspirováno vzory Mikoláše Alše. Starší je průčelí přízemní části s nápisem datovaným 1906: "Budiž vítán dobrý hosti, zlého každý rád se sprostí". V trojúhelníkovém štítu je sgrafitový chronogram "OBNOV. L.P. 1905".  Stavba je zajímavá svou bizarností, členitým půdorysem a celkovou nepravidelností, značně volným fantazijním zacházením s motivy a jednotlivými detaily. Stavba se nachází ve velké zahradě s jehličnatými i listnatými dřevinami. Uliční systém Na Křížku, plný zahrad a vzrostné zeleně, tvoří poblíž zajímavé náměstíčko nazvané Nad Křížkem, s obdélným parčíkem, hydrantem, lavičkou k odpočinku a devíti lipami velkolistými. Rohový třípodlažní mansardový dům (čp. 582) zvaný "Hildegarda" je známý z legionářské literatury. Sousední moderní bytovou vilu (čp. 583) na rohu Vlnité ul. a ul. "V Malých domech I." dal na místě vilky z První republiky postavit na přelomu tisíciletí známý hokejový reprezentant Jiří Kochta tak, aby dobře zapadala do okolí. Blízké řadové domy směrem k usedlosti Zemanka v rovnoběžných ulicích "V Malých Domech I. - III." navrhl za První republiky v době "hospodářské krise" stavitel Václav Šindelář, z neomítnutých bílých cihel v západním stylu. Téměř dvacítka sdružených dvoupodlažních domů se zahrádkami a vždy čtyřmi předsazenými vchodovými předsíněmi pro každý symetrický čtyřdomek se zachovala v tehdejší architektonické podobě až do počátku 21. století, kdy začala být na uliční úrovni doplňována dvojicemi dvougaráží, přístavbami zejména v prvním poschodí a dalšími doplňky (balkony a galerie, zateplení, omítnutí, čp. 383 V Malých Domech II. má přistavěné nejen druhé, ale dokonce třetí podlaží, nové průčelí čp. 388 do ulice Na Usedlosti je inspirováno bizarností zámečku). Naproti zámečku (Braník čp. 610) najdeme trojpodlažní činžovní vilu s půdními nástavbami, postavenou v roce 1938 podle projektu architekta Jindřicha Freiwalda.
Objekt je dostupný i městskou hromadnou dopravou. Autobusové zastávky "Vlnitá" (linka č. 170) a "Zemanka" (linka č. 134, od metra Budějovická) jsou vzdáleny cca 15 minut pěší chůze.